# Sucesión alícuota
En Matemática, una sucesión alícuota es una sucesión recursiva en la que cada término es la suma de los divisores propios del término anterior. La sucesión alícuota que comienza con el entero positivo k puede ser definida formalmente mediante la función divisor σ1 de la siguiente manera:
s0 = k
sn = σ1(sn−1) − sn−1.
Por ejemplo, la sucesión alícuota de 10 es 10, 8, 7, 1, 0 porque:
σ1(10) − 10 = 5 + 2 + 1 = 8
σ1(8) − 8 = 4 + 2 + 1 = 7
σ1(7) − 7 = 1
σ1(1) − 1 = 0
Muchas sucesiones alícuotas terminan en cero (sucesión A080907 en OEIS); todas las sucesiones de ese tipo necesariamente terminan con un número primo seguido por 1 (ya que el único divisor propio de un primo es 1), seguido por 0 (ya que 1 no tiene divisores propios). Hay varias maneras en las cuales una sucesión alícuota puede no terminar:
- Un número perfecto (A000396) tiene una sucesión alícuota periódica infinita de período 1. La sucesión alícuota de 6, por ejemplo, es 6, 6, 6, 6, ....
- Un número amigable (A063990) tiene una sucesión alícuota infinita de período 2. Por ejemplo, la sucesión alícuota de 220 es 220, 284, 220, 284, ....
- Un número sociable tiene una sucesión alícuota infinita de período mayor o igual a 3 (a veces, el término número sociable se aplica también a los números amigables). Por ejemplo, la sucesión alícuota de 1264460 es 1264460, 1547860, 1727636, 1305184, 1264460, ....
- Algunos números tienen una sucesión alícuota que termina en una sucesión periódica, pero el número inicial no es perfecto, amigable, ni sociable. Como ejemplo, la sucesión alícuota de 95 es 95, 25, 6, 6, 6, 6, .... Números como 95 que no son perfectos, pero tienen una sucesión alícuota periódica de período 1 son llamados números aspirantes (A063769).

Una importante conjetura enunciada por Catalan respecto a las sucesiones alícuotas es que cada sucesión alícuota termina en una de las tres formas descritas arriba — con un número primo, un número perfecto, o un conjunto de números amigables o sociables. La alternativa sería que exista un número cuya sucesión alícuota fuera infinita, pero aperiódica. Hay varios números cuyas sucesiones alícuotas no han sido totalmente determinadas (año 2006), por lo que podrían existir tales números. Los primeros cinco números candidato son llamados los cinco de Lehmer: 276, 552, 564, 660, and 966.
Hasta la fecha (agosto de 2009), hay 906 enteros positivos menores que 100000 cuyas sucesiones alícuotas no han sido completamente determinadas, y 9393 si se incluyen todos los enteros positivos menores que 1000000.